# 佩鲁斯 (上比利牛斯省)
佩鲁斯（法語：Peyrouse，法語發音：[peʁuz]）是法国上比利牛斯省的一个市镇，位于该省西部，属于阿热莱斯加佐斯特区，

## 地理
佩鲁斯（43°6'16"N, 0°7'2"W）面积4.8 平方千米，位于法国奧克西塔尼大區上比利牛斯省，该省份为法国西南部内陆省份，北至热尔省，西接大西洋比利牛斯省，南与西班牙接壤，东临上加龙省。
与佩鲁斯接壤的市镇（或旧市镇、城区）包括：盧爾德、普埃费雷、圣佩德比戈尔。

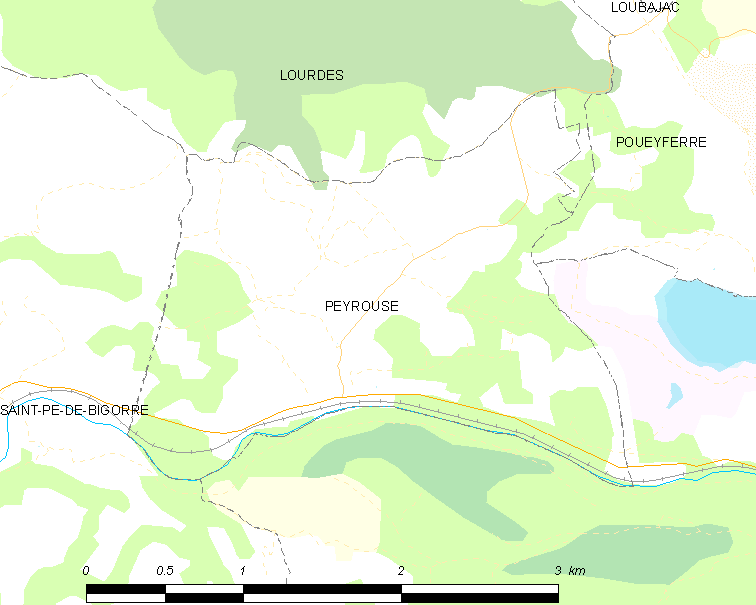
的OSM定位图

佩鲁斯的时区为UTC+01:00、UTC+02:00（夏令时）。

## 行政
佩鲁斯的邮政编码为65270，INSEE市镇编码为65360。

## 政治
佩鲁斯所属的省级选区为卢尔德第一县。

## 人口

1962-2008年间人口变化图示

佩鲁斯于2022年1月1日时的人口数量为274人。